# The Final Countdown (canção)
"The Final Countdown" é um single do terceiro álbum homônimo da banda hard rock sueca Europe, lançado a 26 de maio de 1986, pela gravadora Epic Records. A canção alcançou o número 1 das tabelas de vendas em 25 países,. Nos Estados Unidos, a canção alcançou a posição nº 8 na Billboard Hot 100. É também uma presença habitual em compilações musicais alusivas aos anos 80 e um expoente do hard rock.
A característica mais marcante do single é a linha de teclado que abre a canção e que constitui o seu tema. A melodia foi composta em 1982 por Joey Tempest, para a discoteca Galaxy, em Estocolmo, e mais tarde suplementada com uma letra inspirada no single Space Oddity de David Bowie. Inicialmente, The Final Countdown foi incluída no álbum para servir de abertura nos concertos, e não havia a intenção de editar um single. A decisão de fazer desta canção o primeiro single do álbum foi da gravadora e provou ser uma aposta certeira. The Final Countdown depressa subiu nas tabelas de vendas e tornou-se no maior hit da banda.

## Posições nas paradas
| Parada (1986-1987)        | Melhor posição |
| ------------------------- | -------------- |
| Austrian Singles Chart    | 1              |
| Belgium Singles Chart     | 1              |
| Canadian RPM Top Singles  | 5              |
| Dutch Top 40              | 1              |
| French Singles Chart      | 1              |
| German Singles Chart      | 1              |
| Irish Singles Chart       | 1              |
| Italian Singles Chart     | 1              |
| New Zealand Singles Chart | 12             |
| Norwegian Singles Chart   | 4              |
| Tabela da África do Sul   | 1              |
| Spanish Singles Chart     | 1              |
| Swedish Singles Chart     | 1              |
| Swiss Singles Chart       | 1              |
| UK Singles Chart          | 1              |
| US Billboard Hot 100      | 8              |
| US Cash Box               | 10             |

| Parada (1999-2000)       | Melhor posição |
| ------------------------ | -------------- |
| Australian Singles Chart | 33             |
| Finnish Singles Chart    | 12             |
| German Singles Chart     | 35             |
| Netherlands              | 60             |
| Norwegian Singles Chart  | 12             |
| Swedish Singles Chart    | 6              |
| Swiss Singles Chart      | 33             |
| UK Singles Chart         | 36             |

| Parada (1986-1987)        | Melhor posição |
| ------------------------- | -------------- |
| Austrian Singles Chart    | 1              |
| Belgium Singles Chart     | 1              |
| Canadian RPM Top Singles  | 5              |
| Dutch Top 40              | 1              |
| French Singles Chart      | 1              |
| German Singles Chart      | 1              |
| Irish Singles Chart       | 1              |
| Italian Singles Chart     | 1              |
| New Zealand Singles Chart | 12             |
| Norwegian Singles Chart   | 4              |
| Tabela da África do Sul   | 1              |
| Spanish Singles Chart     | 1              |
| Swedish Singles Chart     | 1              |
| Swiss Singles Chart       | 1              |
| UK Singles Chart          | 1              |
| US Billboard Hot 100      | 8              |
| US Cash Box               | 10             |

| Parada (1999-2000)       | Melhor posição |
| ------------------------ | -------------- |
| Australian Singles Chart | 33             |
| Finnish Singles Chart    | 12             |
| German Singles Chart     | 35             |
| Netherlands              | 60             |
| Norwegian Singles Chart  | 12             |
| Swedish Singles Chart    | 6              |
| Swiss Singles Chart      | 33             |
| UK Singles Chart         | 36             |

| 1. 2. 3. 4. 5. 6. 7. 8. 9. 10. 11. 12. 13. 14. 15. 16. 17. 18. 19. 20. 21. 22. 23. |